# Szibériai fajd
A szibériai fajd (Falcipennis falcipennis) a madarak osztályának a tyúkalakúak (Galliformes) rendjéhez és a fácánfélék (Phasianidae) családjához tartozó Falcipennis nem egyetlen faja.
A magyar név forrással nincs megerősítve.

## Rendszerezés
Besorolása vitatott, egyes rendszerbesorolások a Dendragapus nemhez sorolják Dendragapus falcipennis néven

## Előfordulása
Ázsiai faj, Oroszország keleti részén és Kína északkeleti területén honos.
Fenyőerdőkben él.

## Megjelenése
Legközelebbi rokonához, az amerikai lucfajdhoz hasonlít.

## Életmódja
Tápláléka javarészt fenyőtűkből és fenyőmagvakból áll. 6-25 fős csapatokban él.

## Szaporodása
A kakas dürgéssel udvarol a tyúknak.
|  |  |

## Külső hivatkozások
- Képek az interneten a fajról
- Ibc.lynxeds.com – videók a fajról